# معبد نيميسيس
معبد نيميسيس أو بيت جعلوك هو معبد روماني أثري تم تشييده في القرن الأول، يقع في بلدة منجز، قضاء عكار في شمال لبنان. تمت تسمية المبنى بهذا الاسم نسبةً إلى نيميسيس إلهة الانتقام، حيث كان يُرمز إليها بدولاب لا يزال منقوشًا على أحد حجارته. تحول المبنى إلى كنيسة في العصر البيزنطي.
لقد تم اكتشاف الموقع في ستينيّات القرن العشرين. وقد عانى من توقّف أعمال التنقيب وازدياد أعمال السرقة لحجارته المنقوشة خلال الحرب الأهليّة اللبنانيّة.

## التصميم
تم بناء المبنى من حجر البازلت. وينفتح باتجاه الجنوب الشرقي ويحيط به حرم. كما يتألّف من مدخل يليه صحن يفضي إلى قدس الأقداس بواسطة درج. كان قدس الأقداس يحوي تمثال المعبود. ويسبق المدخل صفّان من ستة أعمدة وعلى الجانب من الجهتين بوّابتان صغيرتان تفضيان إلى درج يؤدي إلى السطح داخل برج.

## وصلات خارجية
- تراث عكار في غياب النسيان، بلدتي